# نصف‌النهار ۳۰ درجه غربی
نصف‌النهار ۳۰ درجه غربی ۳۰مین نصف‌النهار غربی از گرینویچ است که از لحاظ زمانی ۲ساعت و ۰دقیقه با گرینویچ اختلاف زمانی دارد.
این نصف‌النهار از قطب شمال شروع و از مناطق زیر گذشته و به قطب جنوب ختم می‌شود.
- گرینلند
- اقیانوس اطلس